# Marpaps
Marpaps település Franciaországban, Landes megyében. Lakosainak száma 133 fő (2022. január 1.). Marpaps Bonnegarde, Castaignos-Souslens, Nassiet és Sault-de-Navailles községekkel határos.

## Népesség
A település népességének változása:
| Lakosok száma | 151  | 120  | 120  | 132  | 139  | 136  | 139  | 139  | 139  | 133  |
|               | 1968 | 1982 | 1990 | 2006 | 2013 | 2015 | 2017 | 2019 | 2020 | 2022 |